# Hendrik LXXII van Reuss-Lobenstein-Ebersdorf
Hendrik LXXII Reuss van Ebersdorf (Ebersdorf 27 maart 1797 - Dresden 17 februari 1853) was van 1822 tot 1824 vorst van Reuss-Ebersdorf en vervolgens tot 1848 van Reuss-Lobenstein-Ebersdorf.

## Leven
Hij volgde in 1822 zijn vader Hendrik LI op in Reuss-Ebersdorf. Met de dood van Hendrik LIV, vorst van Reuss-Lobenstein, erfde hij in 1824 ook dat vorstendom, dat hij met zijn eigen staat samenvoegde tot Reuss-Lobenstein-Ebersdorf.
In 1843 nodigde hij de danseres Lola Montez, de latere minnares van Lodewijk I van Beieren, in Ebersdorf uit. Vanwege haar wispelturigheid en arrogantie zond hij haar echter na enkele weken weer heen.
In de Maartrevolutie (1848) eiste het volk ook in Reuss-Lobenstein-Ebersdorf liberale hervormingen. Hendrik LXXII deed steeds verdergaande concessies - waaronder persvrijheid, openbare rechtspraak, juryrechtspraak - en zegde uiteindelijk toe op alle eisen in te gaan. Toen dit de volksopstand niet tot bedaren bracht, trad hij uiteindelijk op 1 oktober 1848 af ten gunste van zijn wettige erfgenaam Hendrik LXII, vorst van Reuss-Schleiz. Daarmee kwam het verenigde vorstendom Reuss jongere linie tot stand.
Hendrik LXXII trok zich hierop terug op zijn familiegoederen in Saksen. Hij stierf op 17 februari 1853 te Dresden.

## Naam en nummer
Hendrik LXXII (de Tweeënzeventigste) geldt als de regerende vorst met het hoogste nummer ooit. Het hoogste nummer dat binnen het Huis Reuss (zie dat artikel voor details over de telling) ooit is gehaald, is Hendrik LXXV (1800-1801) uit de linie Reuss-Köstritz. Evenals Hendrik LXXIII en LXXIV betrof dit echter geen regerend vorst.
Hendriks pompeuze naam, die in schril contrast stond met de grootte van het land waarover hij regeerde, wekte ook spotlust. Karl Marx voerde hem in een artikel getiteld Montesquieu LIV (Rheinische Zeitung 1849) bijvoorbeeld op als Heinrich CCLXXXIV. von Reuß-Schleiz-Greiz-Lobenstein-Eberswalde.